# Vaalserquartier
Vaalserquartier ist ein zum Aachener Stadtteil Laurensberg gehörender Ort und liegt unmittelbar an der Grenze zu Vaals in den Niederlanden. Vaalserquartier ist über die B 1 und über die N 278 bzw. Maastrichterlaan zu erreichen.

## Geschichte
Der Name Vaalserquartier geht auf das frühe 14. Jahrhundert zurück und in ihm steckt noch die alte Gliederung des ehemaligen Aachener Reiches, wonach dieses Gebiet eines der sieben so genannten Quartiere vor den Toren der Stadtmauer Aachens war. Sichtbares Zeichen aus jener Zeit ist der noch existierende, aber grundlegend umgebaute und zum Aachener Reich gehörende Wachturm Gut Beeck am Dreiländerweg sowie der Adlerstein am ehemaligen Grenzübergang Kleine Wache. Ebenso finden sich südwestlich von Vaalserquartier noch Reste sowohl des inneren als auch des äußeren Aachener Landgrabens.
Bis zur Fertigstellung der heutigen Maastrichter Laan (Maastrichter Allee) im Jahr 1825 hatte sich der Durchgangsverkehr über eine alte Römer-Trasse gequält, die von Aachen kommend in Vaalserquartier von der heutigen Vaalserstraße abzweigte und als Alte Vaalser Straße durch Vaalserquartier durchzog und die vormalige Grenze Kleine Wache passierte, dabei in die auf niederländischer Seite liegende Akerstraat (Aachener Straße) überging und bis Maastricht weiterführte.
Bis 1804 war die alte Kirche St. Paulus im benachbarten Vaals als Filialkirche von St. Jakob in Aachen zuständig für die Ortschaften Vaals und Vaalserquartier, danach bis 1951 St. Jakob selbst. Das Haus in der Alten Vaalser Straße Nr. 88 in Vaalserquartier diente von den Anfangsjahren im 13. Jahrhundert bis etwa 1673 als katholische Pastorei der Pauluskirche. Anfangs wurde diese nur von den Vaalser Kaplänen bewohnt und später zu einer katholischen Grundschule umgebaut. Zwischenzeitlich wurden während der Schließungsphasen von St. Paulus die Räumlichkeiten vereinzelt als Ausweichmöglichkeit für Gottesdienste und Taufen genutzt. Die alte Grundschule bestand noch bis etwa 1820 und bis 1907 wohnten hier noch vereinzelt Vikare und Küster von St. Paulus. Danach ging das Haus in Privatbesitz über.
Am 1. Januar 1972 wurde Vaalserquartier, das bis dahin politisch der Gemeinde Laurensberg angehörte, zusammen mit dieser Gemeinde in die Stadt Aachen eingegliedert.

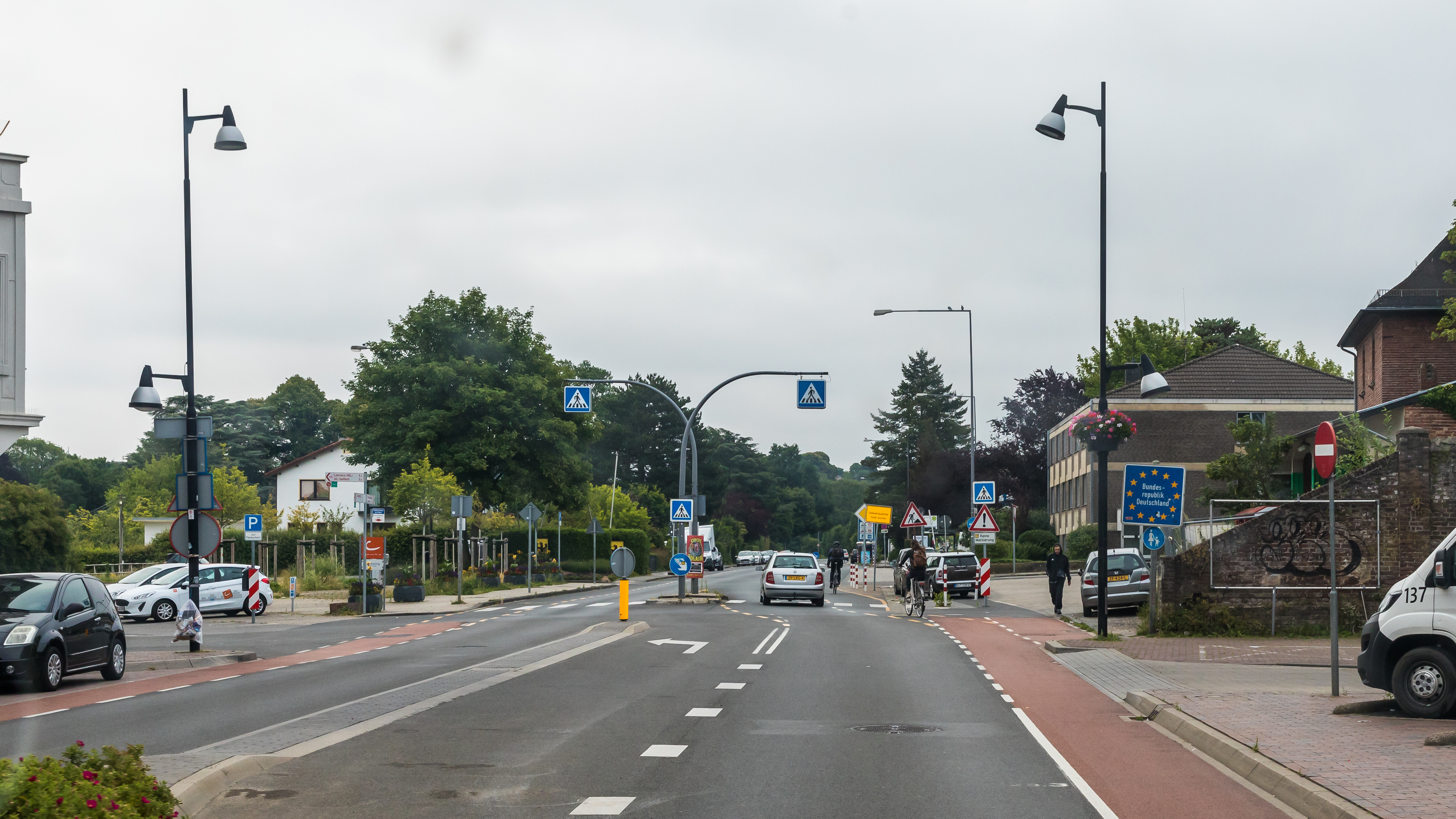
Neuer Grenzübergang, Beginn Vaalserquartier
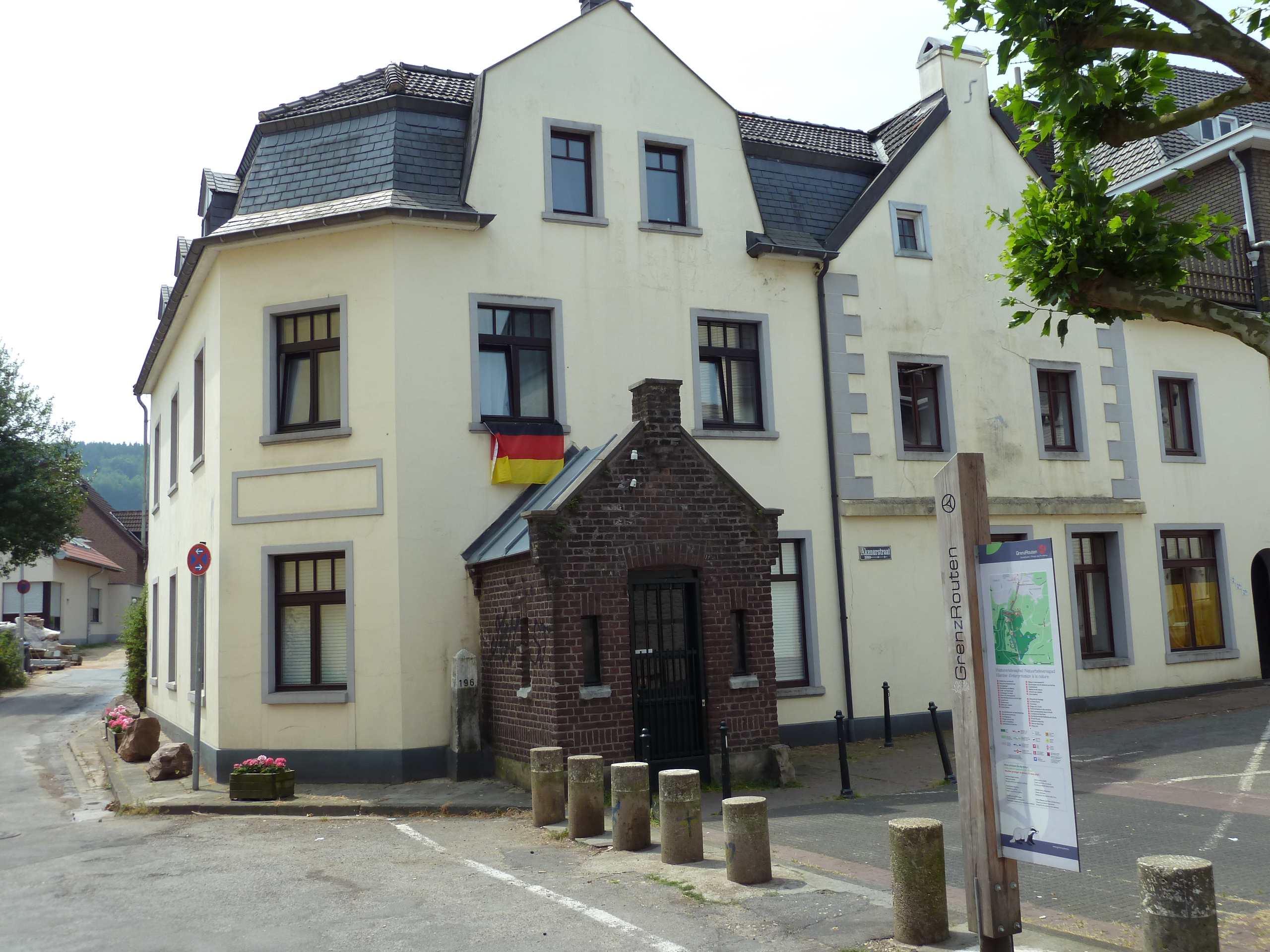
Die „Kleine Wache“, historischer Grenzübergang
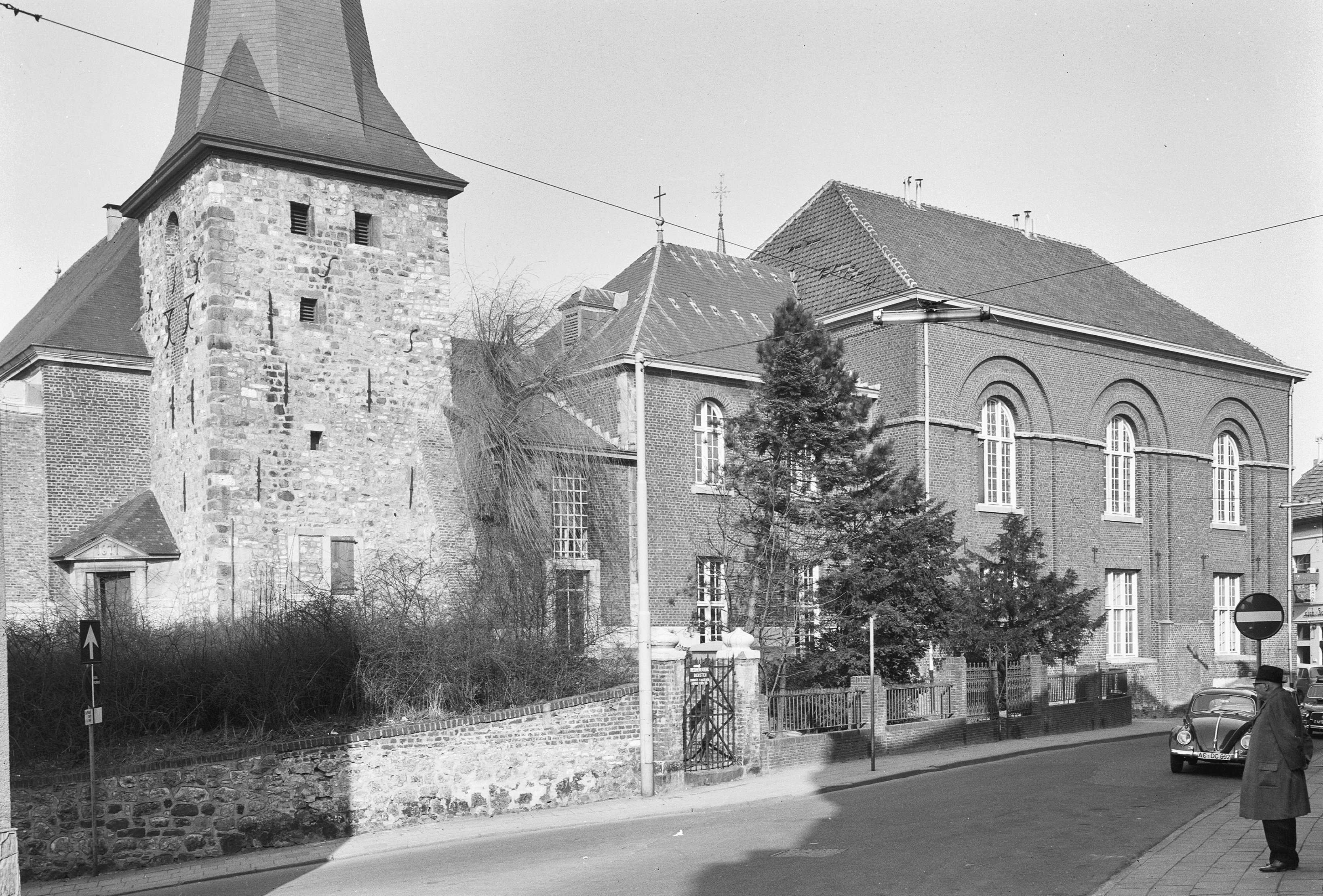
Alte St. Paulus-Kerk in Vaals als zuständige Pfarrkirche
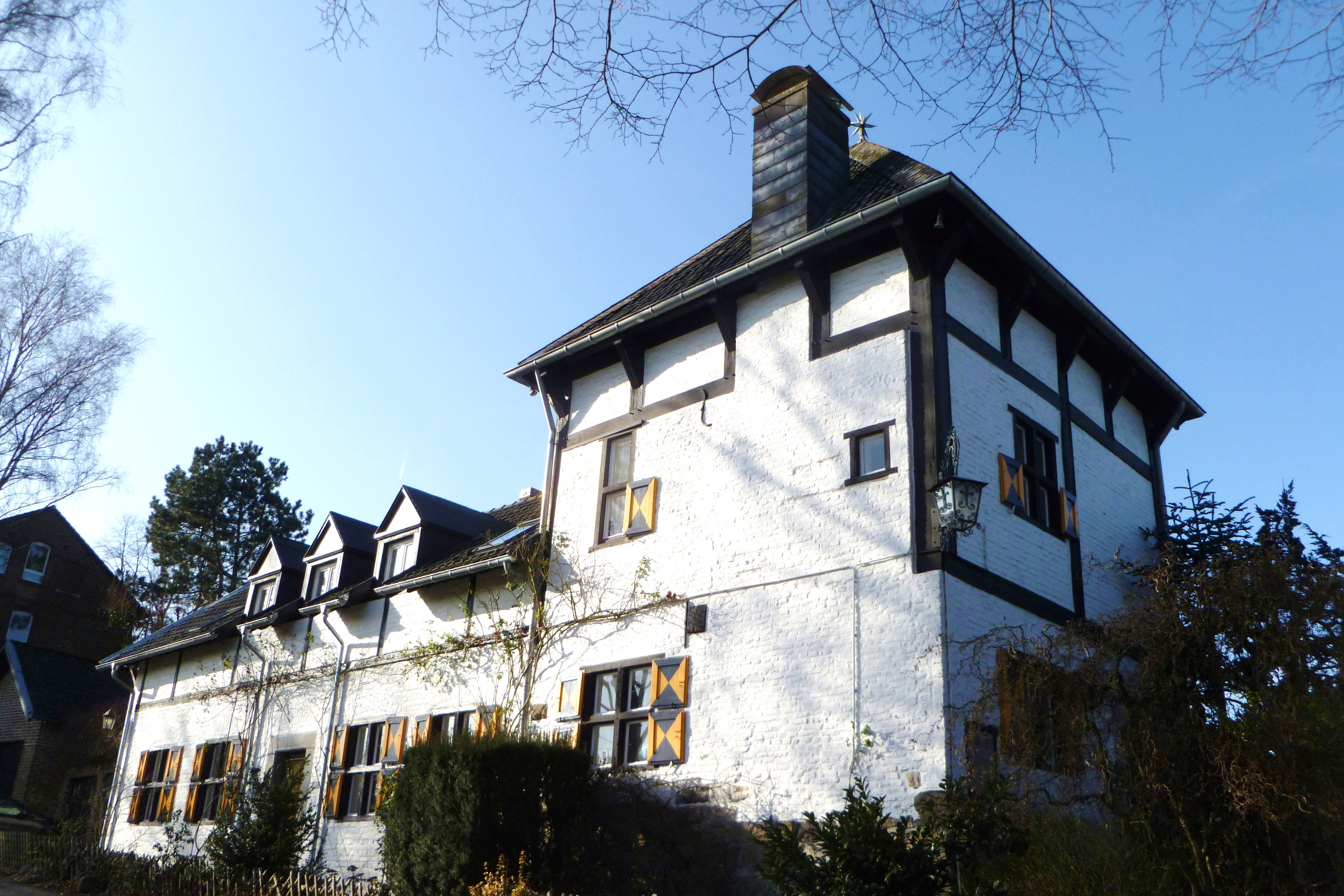
Alter Wachturm am Dreiländerweg, heute Wohnhaus

## Infrastruktur

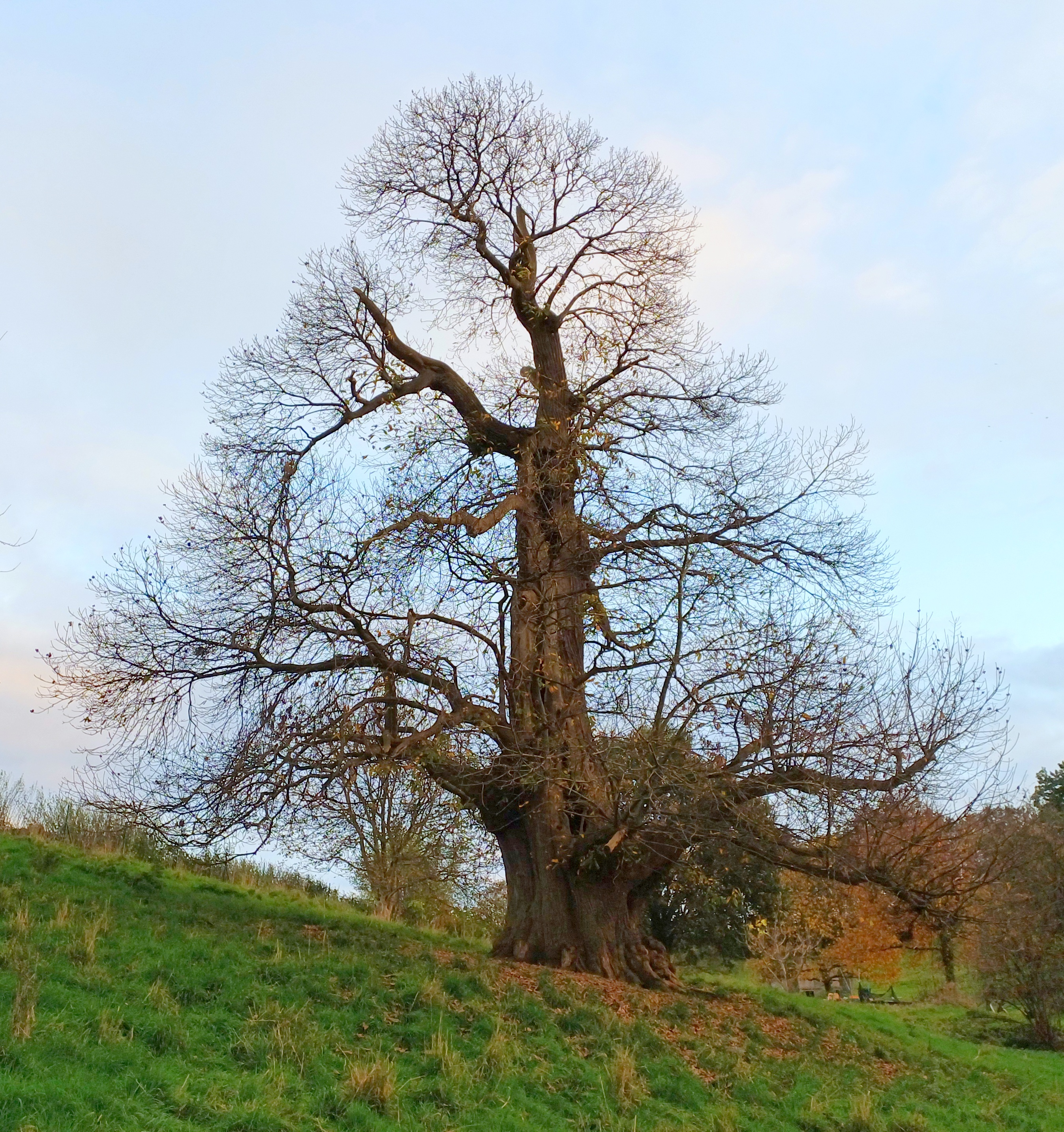
Dicke Esskastanie

Durch Vaalserquartier verläuft die Bundesstraße 1, die im Westen des Stadtteils über den Grenzübergang Vaalserquartier zum niederländischen Ort Vaals führt.
Die Erschließung und Besiedelung der heutigen und nach der Grundherrenfamilie Püngeler benannten Püngelerstraße in Vaalserquartier wurde vor allem durch Rudolf Püngeler ermöglicht. Die Familie Püngeler war eng mit der Geschichte einiger der großen Höfe in Vaalserquartier, Laurensberg-Orsbach und der Soers verbunden. Zahlreiche weitere alte Gutshöfe prägen das Ortsbild, die zudem mehrheitlich unter Denkmalschutz stehen.
Die grenznahe Lage, die unmittelbare Nähe zum Universitätsklinikum Aachen und der hohe Freizeitwert des Umlands charakterisieren den interkulturellen und infrastrukturellen Wohnwert dieses Viertels.
In der Nähe entspringt unterhalb des Dreiländerecks Deutschland-Belgien-Niederlande auf dem Vaalserberg der Senserbach und fließt durch Vaalserquartier. Seit 2024 besitzt Vaalserquartier mit der 450-Jahre alten „dicken Esskastanie“ zudem einen eingetragenen Nationalerbe-Baum.

## Soziale Identität

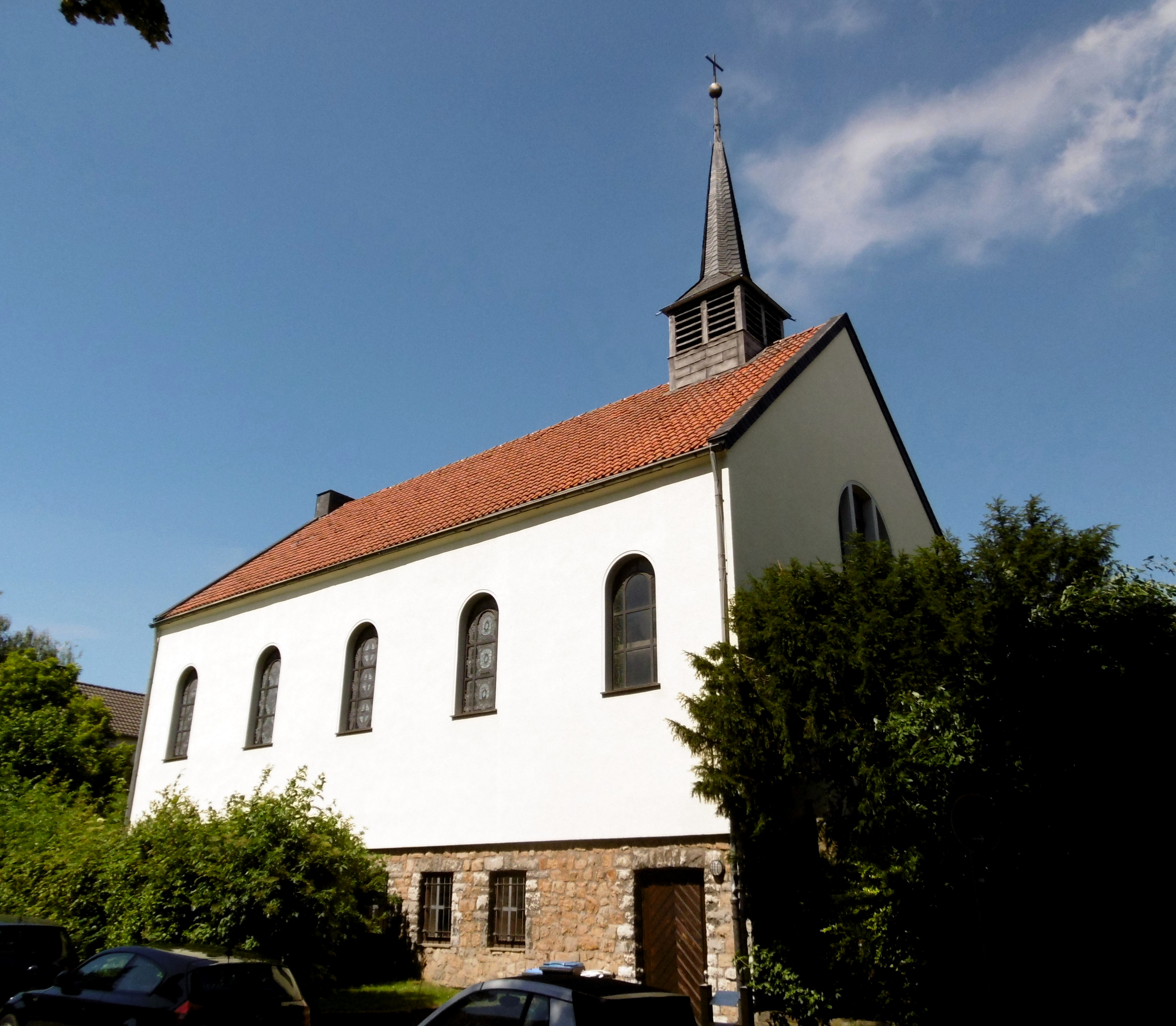
St. Konrad

Das soziale Leben im Vaalserquartier ist, bezogen auf seine Größe und Einwohnerzahl, in hohem Maße aktiv und autark. Es verfügt über eine Gemeinschaftsgrundschule, die 2003 bei einem bundesweiten Lärmschutzprojekt eines Bauglasherstellers den dritten Preis gewonnen hat. Die Grundschule befindet sich in unmittelbarer Nähe zur Kirche St. Konrad und wurde im Schuljahr 2006/07 in eine offene Ganztagsschule umgewandelt. Darüber hinaus gibt es zehn Kindergärten und Kindertagesstätten.
Mit der neuen zwischen 1948 und 1951 erbauten Kirche St. Konrad hat Vaalserquartier heute eine eigene katholische Kirchengemeinde. Der Bronzekerzenleuchter (1982) stammt von dem Aachener Künstler Peter Hodiamont (1925–2004), der auch den Fensterkranz für die Schneeberg-Kapelle am Fuße des zu Vaalserquartier gehörenden Schneebergs gestaltete. Im Pfarrhaus von St. Konrad sind die Pfadfinder vom Stamm Grenzlandfalken (DPSG) zu finden. Darüber hinaus wurde im Bereich des Neubauviertels Gut Kullen in den Jahren 1987/1988 die Kirche St. Philipp Neri erbaut, die der wachsenden Bevölkerung vor allem den zahlreichen Mitarbeitenden des neuen Universitätsklinikums dienen sollte.
Der lokale Karnevalsverein KG Vaalserquartier wurde 1952 gegründet. Im Ort gibt es ferner eine Bibliothek sowie verschiedene Arbeitskreise für Jugend- und Sozialarbeit.

## Freizeit und Sport
Etwa 1,5 km südwestlich schließt sich ein weitläufiges Wander- und Radwegenetz im Aachener Wald und rund um das Dreiländereck Deutschland/Niederlande/Belgien an. Für Hobbysportler stehen Fußballplätze sowie ein Angelteich in Vaals zur Benutzung bereit. Im Grüngürtel nördlich der Siedlung hat einer der ältesten Golfclubs Deutschlands (Gründung 1927) seinen Platz.
Der Fußballverein FV Vaalserquartier e. V. wurde 1979 gegründet. Er hat vier Senioren- sowie eine Alte-Herren-Mannschaft. Darüber hinaus besitzt er mit 15 Jugendmannschaften eine der größten Jugendabteilungen in der Städteregion Aachen. Seine Heimspiele trägt er auf dem Kunstrasenplatz an der Alten Vaalser Straße (Old Vaalser Road) und im Stadion West aus. Den größten Erfolg der Vereinsgeschichte feierte Trainer Günter Motté mit dem Aufstieg der 1. Mannschaft in die Bezirksliga in der Saison 2017/18.
Es gibt weitere Sportvereine für Basketball, Volleyball und Tennis.

## Persönlichkeiten
- Johann Gymnich (1821–1880), Jurist und Politiker

## Verkehr
Die AVV-Buslinien 25, 30, 33, 35, 55 und 70 der ASEAG verbinden Vaalserquartier mit Aachen-Mitte, Vaals, Brand, Breinig und Stolberg. Zusätzlich verkehrt in den Nächten vor Samstagen sowie Sonn- und Feiertagen die Nachtexpresslinie N4.
| Linie | Verlauf |
| ----- | --- |
| 25    | Vaals (NL) – Vaalserquartier (D) – Westfriedhof – Schanz – Elisenbrunnen – Aachen Bushof – Kaiserplatz – Bf Rothe Erde – Forst – Brand – Freund – Büsbach – Stolberg Altstadt – Stolberg Mühlener Bf (– Atsch Dreieck)                                                                  |
| 30    | (Vaals (NL) – Vaalserquartier (D) – Westfriedhof –) Ronheider Weg – Burtscheid – Beverau – Forst Adenauerallee – Fringsgraben – Hüls – ASEAG – Prager Ring – (Haaren –) Eulershof (– Alter Tivoli – Ehrenmal/ Lousberg – Ponttor – Westbahnhof – Süsterau – Campus Melaten – Uniklinik) |
| 33    | Fuchserde – Beverau – Frankenberger Viertel – Theater – Elisenbrunnen – Aachen Bushof – Ponttor – Westbahnhof – Hörn – Campus Melaten – Uniklinik – Kullen – Vaalserquartier (D) – Vaals (NL)                                                                                           |
| 35    | Vaals Grenze – Vaalserquartier – Westfriedhof – Schanz – Elisenbrunnen – Aachen Bushof – Kaiserplatz – Bf Rothe Erde – Forst – Brand – Kornelimünster – Walheim – Hahn – Breinig |
| 55    | Vaals Grenze – Vaalserquartier – Westfriedhof – Schanz – Elisenbrunnen – Aachen Bushof – Kaiserplatz – Bf Rothe Erde – Forst – Brand – Kornelimünster – Schleckheim – Oberforstbach / Oberforstbach Gewerbegebiet – Lichtenbusch                                                        |
| 70    | Vaals Grenze – Vaalserquartier – Uniklinik – Laurensberg – Richterich – Berensberg – Eulershof – Talbot – Europaplatz – Bf Rothe Erde |
| N4    | Nachtexpress: nur in den Nächten vor Samstagen sowie Sonn- und Feiertagen Aachen Bushof – (Elisenbrunnen → Karlsgraben →) Ponttor – Westbahnhof – Hörn – Uniklinik – Kullen (D) – (Vaalserquartier (D) →) Vaals Heuvel (NL)                                                             |